# Luna Center (Hamburg)
Het Luna Center is een overdekt winkelcentrum in Hamburg. Het is gelegen in het stadsdeel Wilhelmsburg in het district Hamburg-Mitte.

## Ligging
Het Luna Center is gelegen in het stadsdeel Wilhelmsburg in Hamburg. Het rechthoekige bouwblok wordt aan de westzijde en de noordzijde begrensd door de Wilhelm-Strauss-Weg. Aan de zuidzijde de Bahnhofspassage en aan de oostzijde de Berta-Kröger-Platz. Het centrum is goed bereikbaar met de auto, bus en S-Bahn. Het S-Bahn station Wilhelmsburg grenst aan de westzijde aan het centrum.

## Geschiedenis
Op 23 september 1977 werd het Wilhelmsburger Einkaufszentrum officieel geopend met de slogan "Kaufen, wo man parken kann." Het complex had destijds een oppervlakte van 8.000 m² en huisvestte onder andere een Karstadt-warenhuis. Drie jaar later werd het nabijgelegen S-Bahnstation Wilhelmsburg geopend, waardoor de bereikbaarheid verder toenam evenals het aantal bezoekers.
In 1994 sloot Karstadt zijn levensmiddelenafdeling, waardoor het aantal bezoekers terugliep. Om het tij te keren ontwikkelde Hans-Jürgen Schneider van Luna Immobilien-Verwaltung GmbH een nieuw concept, waarbij hij op de parkeerplaats een nieuwbouw realiseerde voor een supermarkt en bakker. Deze nieuwbouw werd in 1997 geopend. In maart 2000 sloot Karstadt zijn warenhuis en op 1 april 2000 kocht Schneider het voormalige warenhuis om het om te bouwen. Daarnaast werd een nieuwe parkeergarage gebouwd met winkelruimte op de begane grond. Hiermee werd de oppervlakte vergroot van 5.000 naar 9.000 m². Op 15 november 2001 werd in de nieuwbouw een Marktkauf-Center geopend.
Met de komst van de internationale bouwtentoonstelling IBA Hamburg en de internationale tuinbouwtentoonstelling IGS werd het winkelcentrum van augustus 2012 tot november 2014 opnieuw gerenoveerd en uitgebreid voor € 32 miljoen. Hierbij werd het Wilhelmsburger Einkaufszentrum omgedoopt tot het LunaCenter.

## Gebruik
Het winkelcentrum van 22.300 m², verdeeld over twee verdiepingen, beschikt over ca. 50 winkels, een foodcourt, artsenpraktijken en een kinderdagverblijf. Daarnaast beschikt het over een parkeergarage met 570 parkeerplaatsen.

## Eigendom en beheer
Het winkelcentrum is in eigendom en beheer van Luna Immobilien-Verwaltung GmbH.